# Alnitak
Alnitak (ζ Ori / ζ Orionis / Zeta Orionis) è un sistema stellare, formato da tre componenti, appartenente alla costellazione di Orione. Alnitak ha una magnitudine apparente di +1,74, che ne fa la trentesima stella più brillante del cielo e la quinta stella in ordine di luminosità della costellazione di Orione dopo Rigel, Betelgeuse, Bellatrix e Alnilam. La stella principale del sistema è una supergigante blu molto calda e con una magnitudine di +2,0 è la più luminosa stella di classe O del cielo notturno.

## Osservazione
Alnitak è una delle tre stelle che compongono la Cintura di Orione, al centro della costellazione di Orione, essendo le altre due Alnilam e Mintaka. In particolare Alnitak è la stella più a est della Cintura, mentre Alnilam è osservabile a poco meno di 2° a nord-ovest da essa. La Cintura di Orione, che nella rappresentazione mitologica della costellazione raffigura appunto la cintura del gigante Orione, è uno dei più famosi asterismi del cielo: la luminosità delle sue componenti e la loro caratteristica disposizione in una fila che va da sud-est a nord-ovest la rende facilmente individuabile.
Posta circa 1° e mezzo sotto l'equatore celeste, Alnitak, pur essendo una stella dell'emisfero australe, è visibile da quasi tutte le latitudini, risultando non osservabile solo al polo nord e nelle regioni immediatamente circostanti. Essa appare molto bassa all'orizzonte nelle regioni artiche e antartiche mentre mano a mano che si procede verso l'equatore essa appare sempre più alta nel cielo. Questa posizione, d'altra parte, rende Alnitak circumpolare solo nelle immediate vicinanze del polo sud: al polo sud, infatti, questa stella, pur essendo bassissima sull'orizzonte (1° e mezzo sopra), non tramonta mai, compiendo un giro completo durante la giornata tenendosi appena sopra di esso.
Il periodo più propizio per la sua osservazione nel cielo serale va da novembre a maggio.

## Ambiente galattico

Alnitak è la stella più luminosa nella parte superiore della fotografia. Immediatamente a sinistra si osserva la Nebulosa Fiamma, mentre in basso è posta la celebre Nebulosa Testa di Cavallo. Le altre due stelle visibili nella fotografia sono HD 38087 e HD 37903, rispettivamente di magnitudine 8,2 e 7,8.

Alnitak fa parte dell'associazione OB Orion OB1, una delle associazioni OB meglio conosciute e studiate della volta celeste. Si tratta di una vastissima associazione cui appartengono almeno 10 000 stelle. Fra queste ci sono alcune stelle particolarmente massicce: si calcola che a Orion OB1 appartenevano originariamente circa 30-100 stelle con una massa maggiore di 8 M⊙. 10-20 di queste stelle sono già esplose in supernovae, dando vita ad ulteriori episodi di formazione stellare.
Orion OB1 viene suddivisa in vari sottogruppi: Alnitak farebbe parte, assieme alle due altre stelle brillanti della Cintura e alle stelle di colore azzurro di quarta e quinta magnitudine nelle loro vicinanze, del sottogruppo OB1b. Si stima che tale sottogruppo abbia un'età compresa fra gli 1,7 e gli 8 milioni di anni e che disti in media da noi circa 400 pc.
Nei pressi di Alnitak si possono osservare numerose nebulose facenti parte del complesso nebuloso molecolare di Orione, uno dei complessi nebulosi in assoluto più studiati. In particolare, poco a est di Alnitak è visibile la Nebulosa Fiamma, mentre subito a sud è osservabile la nebulosa a emissione IC 434, su cui si staglia la celebre Nebulosa Testa di Cavallo che ne oscura una parte. Questi complessi nebulosi sono posti a una distanza di circa 1500 al. Un tempo la distanza di Alnitak veniva stimata essere fra i 1 500 e i 1 600 a.l. e quindi si pensava che fosse in qualche modo legata ad essi. Le misurazioni del satellite Hipparcos l'hanno però posta a 815±16 al.
 e ciò lascia pensare che non ci siano interazioni dirette fra Alnitak e i complessi nebulosi di cui la vediamo circondata, anche se studi recenti hanno scartato l'affidabilità della parallasse misurata da Hipparcos sulle grandi distanze, e ricalcolato la distanza in 387 ± 54 parsec, equivalenti a 1260 ± 180 anni luce.

## Caratteristiche

### Alnitak Aa

Raffronto tra le dimensioni di Alnitak Aa ed il Sole.

Alnitak è una stella multipla formata da tre componenti. La principale, chiamata Alnitak Aa, è una caldissima stella supergigante blu di classe spettrale O9,7Ib, che ha una temperatura superficiale attorno ai 30000±1000 K. La sua massa è stimata essere una trentina di volte quella del Sole e il suo raggio 20 volte quello solare. Essendo così massiccia, Alnitak Aa è molto luminosa: nella banda del visibile la sua luminosità è 10 500 volte quella solare; tuttavia, essendo molto calda, la stella emette la maggior parte della sua radiazione nell'ultravioletto: se viene preso in considerazione questo fattore, la luminosità di Alnitak Aa sale a 80 000 volte quella del Sole.
Essendo una stella massiccia, Alnitak Aa ha anche una vita molto breve. Nonostante abbia un'età stimata di "soli" 6 milioni di anni, ha probabilmente già esaurito l'idrogeno all'interno del suo nucleo. La stella si sta preparando a diventare una supergigante rossa simile a Betelgeuse, destinata al termine della propria evoluzione ad esplodere in una supernova.
Alnitak Aa è fra le stelle di classe spettrale O visibili dalla Terra quella che ha una maggiore luminosità apparente.

### Alnitak B

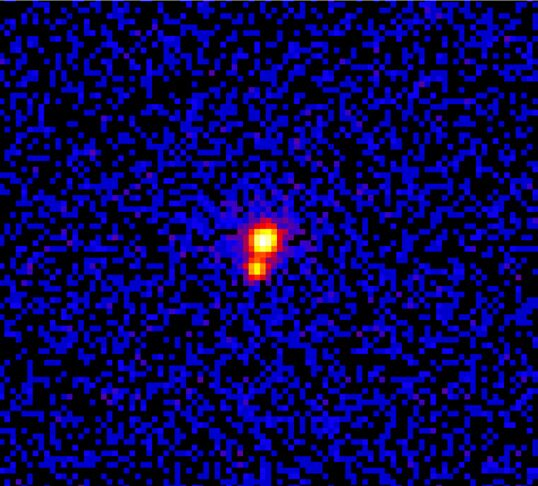
La coppia AB di Alnitak risolta ai raggi X dal telescopio spaziale Chandra.

Che la stella principale abbia una compagna è conosciuto da almeno il 1819: quell'anno, infatti, l'astronomo dilettante George K. Kunowsky riconobbe essere Alnitak una stella doppia. Questa compagna della principale, chiamata Alnitak B, è una gigante blu di classe B0III, separata da 2,3 secondi d'arco. Essa ha magnitudine apparente 4,2, sicché sarebbe visibile a occhio nudo dalla Terra se non fosse così vicina alla sua più luminosa compagna. La coppia è comunque risolvibile tramite telescopi.
La coppia orbita intorno al suo comune centro di massa in 1500 anni circa ed è forse separata da 680 UA (circa 102 miliardi di km). L'orbita è relativamente eccentrica (e=0,07) ed è inclinata rispetto alla nostra visuale di 72,0°.
Alnitak B dovrebbe avere una massa pari a 14-15 volte quella del Sole e una luminosità, considerando anche la radiazione ultravioletta, pari a 1 100 volte quella solare.

### Alnitak Ab
Fin dagli anni settanta si sospettava che la principale fosse in realtà una binaria spettroscopica. La conferma è arrivata nel 1998 da parte di un team di studiosi che si è basato su misurazioni interferometriche compiute presso l'Osservatorio Lowell. Questa ulteriore componente del sistema, chiamata Alnitak Ab, è separata da appena 42 mas da Alnitak Aa, che a una distanza di 1260 anni luce, corrispondono a 16 UA, anche se l'alta eccentricità orbitale (e=0,338) porta le due componenti ad avvicinarsi fino a 9,5 UA. Le caratteristiche di Alnitak Ab non sono ben conosciute, ma essa dovrebbe avere una classe spettrale non troppo dissimile a quella di Alnitak Aa e appartenere alle prime sottoclassi della classe B. Essa è una stella di magnitudine apparente 4,3 che sarebbe anch'essa visibile a occhio nudo se non fosse così vicina alla sua più potente compagna.
La massa ipotizzata di Alnitak Ab è 14 M⊙ e la sua luminosità è stimata essere 1300 L⊙. Data la notevole massa delle due componenti e la loro relativa vicinanza si può assumere un periodo orbitale di 7,4 anni.

### Alnitak C?
A 57 secondi d'arco da Alnitak si può osservare una stella di magnitudine apparente 9, che ha una luminosità di 13 L☉. Essa tuttavia non è probabilmente legata gravitazionalmente al sistema.

## Emissione di raggi X
Alnitak è una fonte di raggi X, come molte stelle di classe spettrale O e B. Essi rappresentano un decimilionesimo della radiazione totale emanata dalla stella. Non è stata riscontrata alcuna variabilità nel flusso di raggi X né sul breve né sul lungo periodo.
Il fatto che stelle di questo tipo emettano raggi X costituisce un problema per le attuali teorie riguardanti la struttura stellare. Infatti queste teorie prevedono che mentre le stelle di massa simile al Sole abbiano una zona radiativa in profondità e una zona convettiva in superficie, nelle stelle aventi massa maggiore le due zone sono invertite: quella convettiva è posta in profondità, mentre quella radiativa è superficiale. L'assenza di una zona convettiva superficiale nelle stelle massicce comporta anche l'assenza di un campo magnetico significativo, che sarebbe essenziale per lo sviluppo di una corona. Poiché i raggi X vengono emessi da plasma a temperature molto elevate, come quelle a cui si trovano le corone stellari, è difficile comprendere come, mancando le stelle massicce di una corona, possano emettere raggi X.
Una delle teorie più popolari che cerca di risolvere il problema è quella secondo cui i raggi X siano prodotti dalle turbolenze nel vento stellare che si diparte dalla superficie a velocità molto alte (anche oltre i 2000 km/s). Le collisioni ad altissima velocità riscaldano il gas del vento stellare portandolo a temperature abbastanza elevate da emettere nella banda dei raggi X. Tuttavia questa teoria non ha ricevuto un consenso unanime e sono stati proposti meccanismi alternativi.
Per quanto riguarda Alnitak, da questa stella si diparte un vento stellare avente una velocità di 2100±150 km/s(1.885 km/s, secondo un'altra misurazione), che è responsabile di una perdita di massa che è stimata essere 2,51 × 10−6 M☉ all'anno. Quest'ultimo valore non è eccezionale per una supergigante, ma è molto elevato se raffrontato alla perdita di massa dovuta al vento solare nella nostra stella: il Sole perde infatti in un anno una massa circa 20 milioni di volte inferiore a quella perduta da Alnitak. La grande maggioranza degli studiosi ritiene le collisioni del gas che forma questo veloce vento stellare sia responsabile delle emissioni di raggi X della stella. Tuttavia sono state proposte spiegazioni alternative, implicanti la presenza di un campo magnetico. Ovviamente, visto che la zona convettiva di Alnitak non è superficiale, bisogna pensare che esistano altri meccanismi di generazione del campo magnetico perché una ipotesi simile abbia una qualche plausibilità.

## Etimologia e significato culturale

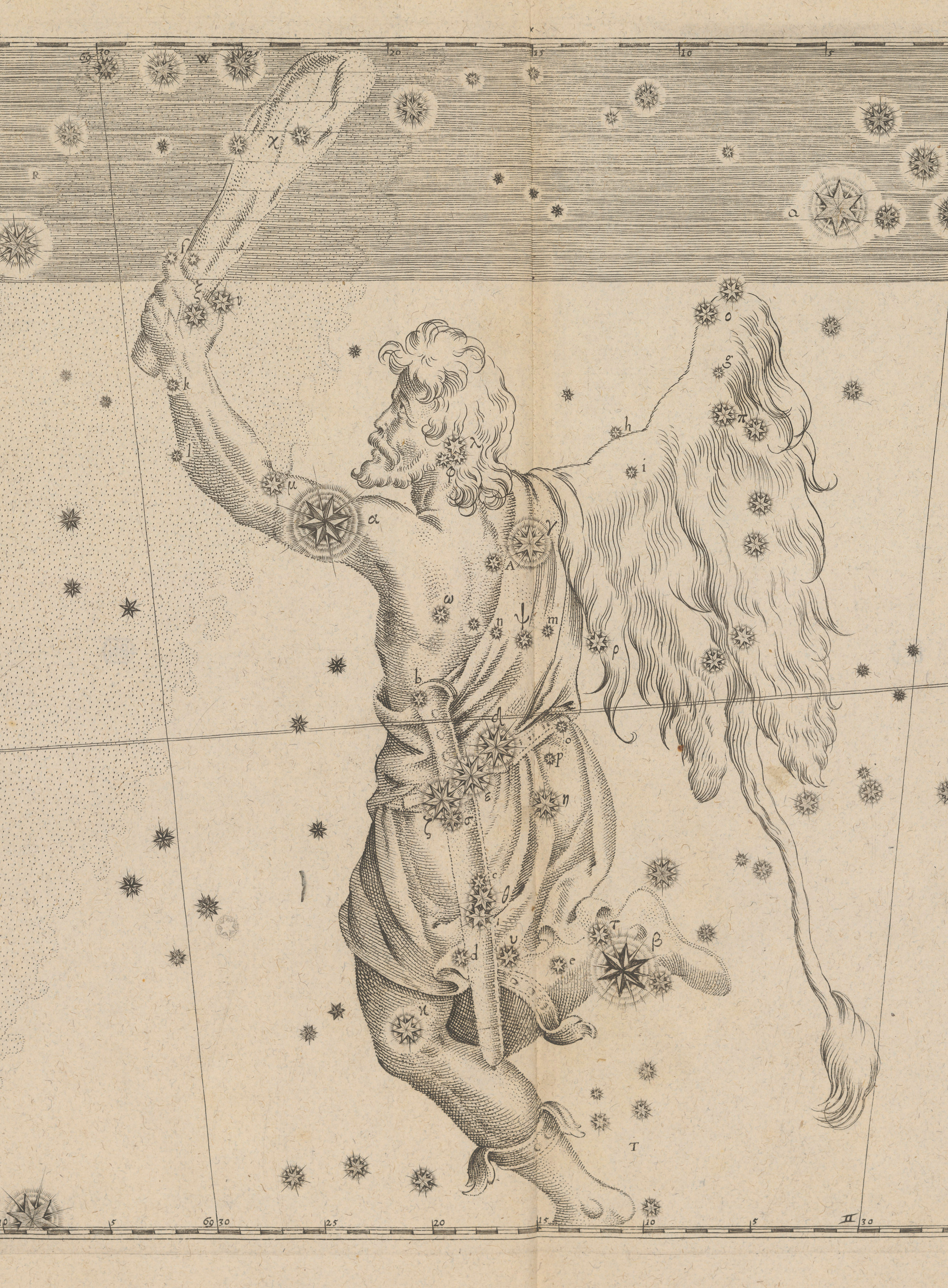
Una rappresentazione del gigante Orione tratta da Uranometria di Johann Bayer, 1603. Si notino le tre stelle che formano la Cintura.

Il nome Alnitak, a volte scritto Al Nitak o Alnitah, deriva dall'arabo النطاق an-nitaq, che significa la cintura. Evidentemente il nome deriva da quello dell'intera Cintura di Orione.

### La cintura di Orione
Le tre stelle della Cintura sono state nominate da nomi collettivi in molte culture. I nomi arabi includono Al Nijād 'la cintura', Al Nasak 'la linea' e Al Alkāt 'i grani d'oro'. Presso i cinesi erano conosciute come l'Asta della Bilancia con Peso, ove il peso era rappresentato dalle stelle che costituiscono la Spada di Orione. La Cintura costituiva anche una delle 28 Xiu (costellazioni cinesi), chiamata Tre stelle. È una delle costellazioni facente parte della regione della Tigre Bianca dell'Ovest.
Nella mitologia norrena la cintura era considerata come la canocchia di Frigg o di Freyja. Nella mitologia ugro-finnica, invece, le stelle della cintura rappresentavano la falce o la spada di Väinämöinen. Al contrario, di origine biblica sono i nomi di "Bastone di Giacobbe" o "Bastone di Pietro", così pure come quello di "I tre Re" o "I tre Magi".
Presso i clan di etnia Seri del nordovest del Messico le tre stelle erano conosciute collettivamente come "Hapj" (un nome che denota un cacciatore). Singolarmente invece esse venivano chiamate "Hap" (Cervo Mulo), "Haamoja" (Antilocapra) e "Mojet" (Bighorn). "Hap" è Alnilam ed è stata ferita dal cacciatore; il suo sangue è gocciolato sull'isola di Tiburón.